# Stoja (ime)
Stoja je žensko osebno ime.

## Izvor imena
Ime Stoja je različica ženskega osebnega imena Stojanka.

## Pogostost imena
Po podatkih Statističnega urada Republike Slovenije je bilo na dan 31. decembra 2007 v Sloveniji število ženskih oseb z imenom Stoja: 134.

## Osebni praznik
Koledarsko je ime Stoja uvrščeno k imenu Stojanka.